# San Agustín kultura
Kultura San Agustín je pretkolumbovska indijanska kultura koja je postojala od oko 6. stoljeća pr. Kr. do Španjolskog osvajanja u 16. stoljeću. Rasprostirala se na sjevernoandskom području manjem od 2.000 km², na visini od oko 1.800 m, danas na jugu kolumbijskog departmana Huila i zapadu departmana Caquetá. Cijela kultura je dobila ime po naselju San Agustín iz 1790. godine, a 200 m od njega je Arheološki park San Agustín gdje je pronađeno više od 300 monumentalnih kamenih skulptura bogova i demona s antropomorfnim odlikama.

## Povijest
U pretpoljoprivrednom razdoblju, od 3300. do 600. pr. Kr., područje San Agustína je naseljavalo društvo s rudimentarnom tehnologijom alatki od bazaltnih lomljenaca. Ništa se ne zna o njegovoj političkoj ili društvenoj strukturi, ali se pretpostavlja da se temeljilo na srodstvu.
Novo društvo se pojavilo u 7. stoljeću prije Krista i ovi ljudi su uzgajali kukuruz na ravnicama i blagim padinama, a živjeli su u kućama u blizini glavne rijeke (Rio Magdalena), vjerojatno u jednostavnim skupinama s poglavicama na čelu. Mrtve su pokapali u grobovima u koje su bili položeni okomito, s jednostavnim grobnim prilozima. Ova kultura je cvala čak sve do 3. ili 2. stoljeća prije Krista.
Oko 1. st. došlo je do duboke kulturne promjene na ovom području. To je bilo vrijeme velikog procvata umjetnosti i monumentalne megalitske, tzv. Agustini kulture. Veze s drugim područjima na jugozapadnu su ojačale, gustoća naseljenosti je izrazito porasla, i ranija naselja drugih naroda su okupirana. U San Agustínu su izgrađene nove kuće na vrhovima brežuljaka i došlo je do značajne društvene konsolidacije i koncentracije moći u rukama snažnih knezova, što je omogućilo proizvodnju divovskih djela. Na stotine kamenih skulptura su isklesane, neki sa složenim reljefnim ukrasima i divovskih dimenzija. Podignute su ogromne monumentalne platforme, terase i humci, te hramovi koji su odažavali sustav vjerskih i čarobnih vjerovanja. Nekih 300 ogromnih skulptura (prijetećih božanstva s licima, mitskih herojski ratnici naoružani palicama, okruglih očiju i jaguarskih zuba) podignuti su u području San Agustina. Mrtve su pokapali u plitkim grobovima, koji su slični onima na sjeveru (Tierradentro), ali i grobnim humcima (tumul) do 25 m promjera.
Ovo srednje razdoblje se završilo koncem u 8. stoljeća, kada su napuštene monumentalne građevine i prestalo je klesanje kipova od kamena. Novi ljudi, vjerojatno iz Gornjeg toka rijeke Caqueta u području Amazone, doselili su se oko 1000. godine donijevši nove načine poljoprivrede. To kasno razdoblje traje sve do španjolskog osvajanja, a karakterizira ga znatno manje složena zanatska tradicija, što pretpostavlja mjere kulturnog nazadovanja, unatoč poboljšanju poljoprivrede koje je omogućilo povećanje broja stanovništva.
Najstariji opis ovog arheološkog lokaliteta je onaj kapucinskog monaha Juana de Santa Gertrudisa u njegovj knjizi "Prirodna čudesa" iz 1756. godine. No, znanstvena istraživanja na ovom području su počela tek 1914. godine pod vodstvom njemačkog profesora Konrada Theodora Preussa, a najtemeljitije ih je istražio Gerardo Reichel-Dolmatoff (1966.).
Znanstvenici se ne mogu složiti oko datiranja lokaliteta jer iako većina pretpostavlja kako su spomenici nastali od 1. do 8. stoljeća, neki zastupaju mišljenje kako su stari čak 13.000 godina, dok drugi smatraju kako su nastali netom prije Španjolskog osvajanja. Njihovi stvaratelji nisu ostavili pisanih spomenika, a misterij produbljuju prikazi životinja kojih nema u Americi, kao što su gorile i slonovi iz Afrike, dok neki ljudski likovi na glavama nose turbane.